# Boutancourt
Ne doit pas être confondu avec Boutencourt, Bouttencourt ou Boulancourt.
Boutancourt est une ancienne commune française située dans le département des Ardennes, en région Grand Est.

## Histoire
Le 14 mai 1940, lors de la bataille de France, Boutancourt est prise dans l'après-midi par des chars allemands de la 2. Panzer-Division de Rudolf Veiel, encerclant ainsi les éléments du 148e régiment d'infanterie de forteresse (colonel Manceron) qui résistent encore à l'est du village.
Le 1er janvier 2019, la commune fusionne avec Balaives-et-Butz, Élan et Flize pour former la commune nouvelle de Flize.

## Politique et administration
| Période                                  | Période | Identité     | Étiquette | Qualité |
| ---------------------------------------- | ------- | ------------ | --------- | ------- |
| mars 2001                                | 2020    | Michel Dulin |           |         |
| Les données manquantes sont à compléter. |         |              |           |         |

## Démographie
L'évolution du nombre d'habitants est connue à travers les recensements de la population effectués dans la commune depuis 1793. Pour les communes de moins de 10 000 habitants, une enquête de recensement portant sur toute la population est réalisée tous les cinq ans, les populations de référence des années intermédiaires étant quant à elles estimées par interpolation ou extrapolation. Pour la commune, le premier recensement exhaustif entrant dans le cadre du nouveau dispositif a été réalisé en 2006.

En 2016, la commune comptait 280 habitants, en évolution de +1,08 % par rapport à 2010 (Ardennes : −2,97 %, France hors Mayotte : +2,11 %).
| 1793 | 1800 | 1806 | 1821 | 1831 | 1836 | 1841 | 1846 | 1851 |
| ---- | ---- | ---- | ---- | ---- | ---- | ---- | ---- | ---- |
| 202  | 217  | 218  | 236  | 291  | 320  | 292  | 283  | 249  |

| 1866 | 1872 | 1876 | 1881 | 1886 | 1891 | 1896 | 1901 | 1906 |
| ---- | ---- | ---- | ---- | ---- | ---- | ---- | ---- | ---- |
| 460  | 410  | 423  | 453  | 527  | 511  | 560  | 479  | 487  |

| 1911 | 1921 | 1926 | 1931 | 1936 | 1946 | 1954 | 1962 | 1968 |
| ---- | ---- | ---- | ---- | ---- | ---- | ---- | ---- | ---- |
| 497  | 349  | 370  | 367  | 331  | 335  | 354  | 350  | 334  |

| 1975 | 1982 | 1990 | 1999 | 2006 | 2011 | 2016 | - | - |
| ---- | ---- | ---- | ---- | ---- | ---- | ---- | - | - |
| 280  | 275  | 246  | 281  | 278  | 288  | 280  | - | - |

## Lieux et monuments
En l'église se trouve le gisant de Messire Balthazar-Alexandre-Louis de Raincourt garde du corps du roi cevalier, seigneur de Soiru décédé le 11 mars 1766, il avait pour blason « de gueules à la croix d'or, cantonné de dix-huit billettes de même (5-5-4-4) ».

## Personnalités liées à la commune
- Jean-Baptiste Poulain de Boutancourt, homme politique, député de la Marne à la Convention.